# Hunger Strike
«Hunger Strike» es una canción de la banda de grunge Temple of the Dog. Escrita por el músico Chris Cornell, "Hunger Strike" fue lanzada en 1991 como primer sencillo del único álbum de estudio de la banda, Temple of the Dog. Es la canción más popular de la banda, llegando al puesto número cuatro en la lista Billboard Mainstream Rock Tracks.

## Origen y grabación
"Hunger Strike" fue escrita por el músico Chris Cornell. Esta canción es un dueto entre Cornell y Eddie Vedder quien es cantante de Pearl Jam. Cornell tenía problemas con la forma de cantar en los ensayos, cuando Vedder llegó. Cornell después dijo "él cantó la mitad de la canción de forma instintiva sin siquiera escucharla, y la cantó exactamente como yo quería hacerlo."
Cornell dijo:
Cuando nosotros iniciamos a ensayar la canción, había escrito "Hunger Strike" y tuve la sensación de que le hacía falta algo, y no la sentía como una canción real. Eddie estaba esperando para una audición para [Mookie Blaylock] y yo empecé cantando algunas partes, y él se acercó al micrófono y comenzó a cantar las partes bajas para mí, porque vio que era un poco difícil. Seguimos haciéndolo a través de un par de coros entre nosotros y de repente pensé, la voz de este chico es increíble. La historia se escribió sola después de eso, y la canción se convirtió en sencillo.
El guitarrista Mike McCready dijo:
Recuerdo que pensé que era una buena canción cuando la escuche. Chris Cornell (Soundgarden) me mostró el riff. Tenía una reedición de una Strat del '62, yo quería hacer un ajuste entre el puente y utilizar un tono en cuarta posición, porque me gusta ese sonido más suave. Esta es una de las canciones mas increíbles que ha escrito Chris.

## Letra
Cornell dijo que la letra de "Hunger Strike" expresa "algo así como una declaración política socialista". La letra habla sobre robar pan para dárselo a los pobres y protestar en solidaridad con ellos a través de una huelga de hambre, después de ser testigo de la injusticia en la distribución de alimentos.
I don't mind stealing bread 

From the mouths of decadence 

But I can't feed on the powerless 

When my cup's already overfilled 

Yeah 

But it's on the table 

The fire is cooking 

And their farming babies 

While the slaves are working 

The blood is on the table 

And their mouths are choking 

But I'm growing hungry 

Yeah 

I don't mind stealing bread 

From the mouths of decadence 

But I can't feed on the powerless 

When my cup's already overfilled 

Oho, ah 

But it's on the table 

The fire is cooking 

And their farming babies 

While the slaves are working 

And it's on the table 

Their mouths are choking 

But I'm going hungry (Going hungry) 

I'm going hungry (Going hungry) 

I'm going hungry (Going hungry)..... 

## Lanzamiento y recepción
En el verano de 1992, el álbum recibió nueva atención. A pesar de haber sido lanzado hace más de un año, A&M Records se dio cuenta de que tenían en su catálogo lo que esencialmente era una colaboración entre Soundgarden y Pearl Jam, quienes habían ascendido al mainstream en los meses transcurridos desde el lanzamiento del álbum con sus respectivos álbumes, Badmotorfinger y Ten. A&M decidió reeditar el álbum y lanzar "Hunger Strike" como sencillo. "Hunger Strike" se convirtió en la canción más exitosa de Temple of the Dog en las listas de rock estadounidense. La canción alcanzó el número cuatro en el Billboard Mainstream Rock Tracks y el número siete en el Billboard Modern Rock Tracks. Jim Guerinot de A&M dijo: "Yo no creo que nadie hubiera prestado atención si Hunger Strike era una gran canción o no". El tema aún es reproducido en algunas estaciones de rock y hard rock en el mundo.
Fuera de los Estados Unidos, el sencillo fue lanzado en Australia, Canadá, Alemania y el Reino Unido. En Canadá, la canción alcanzó el top 50 en la lista de sencillos de Canadá. "Hunger Strike" alcanzó el top 60 en el Reino Unido.
David Fricke de Rolling Stone dijo: "Cornell y Vedder ... convierten sus cuatro minutos en una verdadera ópera de la culpabilidad de estrellas de rock ... Cornell enciende el estilo y volumen de Robert Plant, pero es la introspección de Vedder la que trae la conciencia en la canción y hace hervir "Hunger Strike", no solo fue su primer protagónico en el registro vocal, sino que también sigue siendo uno de sus mejores.

## Vídeo musical
El vídeo musical de "Hunger Strike" fue dirigida por Paul Rachman quien también dirigió el documental punk "American Hardcore". A&M Records decidió reeditar el álbum y lanzar "Hunger Strike" como sencillo, acompañado de un vídeo. El vídeo muestra a la banda tocando la canción en una playa boscosa. El vídeo fue filmado en el Discovery Park en Seattle, Washington. El Faro de West Point aparece en el vídeo. Hay dos versiones diferentes del vídeo con la misma versión del tema.

## Interpretaciones en vivo
"Hunger Strike" se tocó en vivo por primera vez el 13 de noviembre de 1990 en un concierto en Seattle, Washington en el Off Ramp Café. En el tiempo transcurrido desde el lanzamiento del álbum, la banda se reunió para actuaciones en vivo en cuatro ocasiones en las que ambos Soundgarden y Pearl Jam estaban realizando. Temple of the Dog interpretó "Hunger Strike" el 3 de octubre de 1991 en el Foundations Forum en Los Ángeles, California; el 6 de octubre de 1991 en el Hollywood Palladium en Hollywood para la quinta fiesta de aniversario de la revista RIP; el 14 de agosto de 1992 en el Lake Fairfax Park en Reston, Virginia; y el 13 de septiembre de 1992 en el anfiteatro Irvine Meadows en Irvine, California (ambos espectáculos eran parte de la serie del festival Lollapalooza en 1992). Pearl Jam ha interpretado la canción sin Cornell en varias ocasiones, sobre todo durante la gira de 1996.
Temple of the Dog se reunió para interpretar la canción durante un show de Pearl Jam en el Santa Barbara Bowl en Santa Bárbara, California, el 28 de octubre de 2003. Vedder y Corin Tucker de Sleater-Kinney realizaron una interpretación de "Hunger Strike" que aparece como en un huevo de Pascua en el disco 1 del DVD en vivo de Pearl Jam Live at the Garden. Chris Cornell interpretó la canción en vivo varias veces con Audioslave, Brad Wilk cantaba las partes de Vedder. Pearl Jam también interpretó la canción en Amberes y Barcelona en 2006 con Andrew Stockdale de Wolfmother cantando partes de Cornell. Cornell agregó "Hunger Strike" de su set en vivo en solitario en 2007. Chris Cornell también interpretó la canción en la gira de Linkin Park Projekt Revolution cantando algunas de las partes de Vedder, con el vocalista de Linkin Park Chester Bennington cantando algunas partes de Cornell.
El 6 de octubre de 2009, Pearl Jam tocó en Los Ángeles, California en el Gibson Amphitheatre. A ellos unió Chris Cornell en el escenario para interpretar el tema.
El 3 y 4 de septiembre de 2011 Pearl Jam tocó en el Teatro Musical de Alpine Valley en Wisconsin como parte del PJ20, en celebración de la banda por sus 20 años juntos. Chris Cornell se unió en el escenario para interpretar la canción, así como varios otros temas de Temple of the Dog y Mother Love Bone.

## Lista de canciones
Todas las canciones compuestas por Chris Cornell, excepto donde se indique:
Vinilo de 7" (Alemania y Reino Unido), Vinilo promocional en 7" (R.U.), CD (Australia) y Casete (R.U.)
1. "Hunger Strike" – 4:03
2. "All Night Thing" – 3:52

Vinilo de 12" (R.U.), Vinilo promocional en 12" (R.U.), CD (Alemania y Reino Unido) y CD Promo (R.U.)
1. "Hunger Strike" – 4:03
2. "Your Saviour" – 4:02
3. "All Night Thing" – 3:52

CD promocional (Canadá y Estados Unidos)
1. "Hunger Strike" – 4:03

Casete promocional (EUA)
1. "Hunger Strike" – 4:03
2. "Say Hello 2 Heaven" (extracto)
3. "Pushin Forward Back" (extracto) Jeff Ament, Stone Gossard (música) Chris Cornell (letra)
4. "Reach Down" (extracto)

## Posicionamiento en listas
| Lista (1992)                            | Posición |
| --------------------------------------- | -------- |
| Canadá (Canadian Singles Chart)         | 50       |
| Estados Unidos (Mainstream Rock Tracks) | 4        |
| Estados Unidos (Modern Rock Tracks)     | 7        |
| Reino Unido (UK Singles Chart)          | 51       |